# Meymac
Meymac [memak] (Maismac auf Okzitanisch) ist eine französische Gemeinde mit 2326 Einwohnern (Stand 1. Januar 2022) im Département Corrèze in der Region Nouvelle-Aquitaine.

## Geografie
Die Gemeinde liegt im Zentralmassiv auf dem Plateau de Millevaches und somit auch im Regionalen Naturpark Millevaches en Limousin, etwa zwei Kilometer nordöstlich des Lac de Sèchemailles sowie rund fünf Kilometer südlich des Mont Bessou und zehn Kilometer nordwestlich der Abfahrt 23 der Autoroute A89. Meymac ist flächenmäßig die größte Gemeinde des Départements.
Tulle, die Präfektur des Départements, liegt ungefähr 50 Kilometer südwestlich, Égletons etwa 20 Kilometer südwestlich und Ussel rund 15 Kilometer östlich.
Nachbargemeinden von Meymac sind Chavanac und Saint-Sulpice-les-Bois im Norden, Saint-Germain-Lavolps im Nordosten, Alleyrat und Saint-Angel im Osten, Combressol und Maussac im Süden,  Davignac im Südwesten, Ambrugeat im Westen sowie Pérols-sur-Vézère und Saint-Merd-les-Oussines im Nordwesten.
Zahlreiche Flüsse und Bäche durchziehen das Gemeindegebiet, die bedeutendsten sind: die Vézère, die Luzège und die Triouzoune.

## Klima
Durch seine große Fläche und Höhenlagen zwischen 600 und fast 1000 Metern am Mont Bessou gibt es innerhalb des Gemeindegebietes zahlreiche mikroklimatische Zonen. So entwickelt sich im Bereich des Mont Bessou ein raues Gebirgsklima mit ozeanisch feuchten Einflüssen, während es in südlicheren Gebieten z. B. beim Ortszentrum von Meymac viel milder zugeht. Im Winter sind Fröste zahlreich und Schneefälle häufig. Dabei ist die Luft rein und klar, was durch die Anwesenheit von Flechten, wie der Lobaria scrobiculata unterstrichen wird.

## Geologie
Ungefähr ein Kilometer südlich von Meymac befindet sich die erste Bismut-Mine von Frankreich, die aber heute nicht mehr in Betrieb ist. Das Mineral Meymacit ist nach seinem ersten Fundort in Meymac beim Teich von Merlançon benannt worden. Der Teich ist heute ein nationales Naturschutzgebiet.

## Geschichte
Wie bei vielen Gemeinden in der Corrèze geht auch Meymac auf eine gallo-römische Hofgründung zurück. Diesmal war es der Römer Maximiacus, der hier an einer römischen Straße durch die Auvergne ein Gehöft errichtete. Der heutige Name Meymac setzt sich also aus dem römischen Namen Maximiacus dem keltischen Suffix acum (das Gehöft) zusammen. Ab 546 n. Chr., während der Merowingerzeit, errichtete der Eremit Mammacus an diesem Ort eine einfache Kirche aus Holz, an der sich dann die ersten Christen der Region ansiedelten.
Gut 500 Jahre später, im Jahre 1085, ließ ein Archambaud III., Vicomte de Comborn, hier ein Kloster gründen, das 1147 zu einer Abtei erhoben wurde. Im Jahre 1265 wurde Meymac durch Eble VII. de Ventadour zur Stadt erhoben und erhielt Befestigungsmauern.
Im Jahre 1846 fusionierten die Gemeinden Saint-Germain-le-Lièvre und Meymac.
Am 12. Juni 1944 wurden in einem Waldstück bei Meymac 47 Soldaten der Wehrmacht und eine französische Kollaborateurin, die fünf Tage zuvor in Tulle gefangen genommen worden waren, von Angehörigen der französischen Résistance erschossen und in nicht gekennzeichneten Massengräbern verscharrt. Die Ereignisse wurden erst knapp 79 Jahre später durch Angaben des letzten überlebenden Augenzeugen, eines Résistance-Kämpfers, genauer bekannt.
Heute ist Meymac die Pforte zum Plateau de Millevaches und gilt als ein touristischer Ort in der Haute-Corrèze.

## Wappen
Beschreibung: In Blau drei gewellte, silberne Pfähle.

## Politik und Verwaltung

### Einwohnerentwicklung
| Jahr      | 1962 | 1968 | 1975 | 1982 | 1990 | 1999 | 2007 | 2016 |
| Einwohner | 2411 | 2410 | 2434 | 2523 | 2796 | 2623 | 2643 | 2411 |

### Städtepartnerschaften
- Hofheim, Deutschland

## Sehenswürdigkeiten
- Die Abtei und Kirche Saint-André-Saint-Léger, ein beachtenswerter Gebäudekomplex, der in drei Bauphasen errichtet wurde: die erste Phase Ende des 11. bis zum Beginn des 12. Jahrhunderts, die zweite Mitte des 12. bis Ende des 12. Jahrhunderts und die letzte Phase im 17. Jahrhundert. Das Gebäude ist seit 1840 als Monument historique klassifiziert[10].

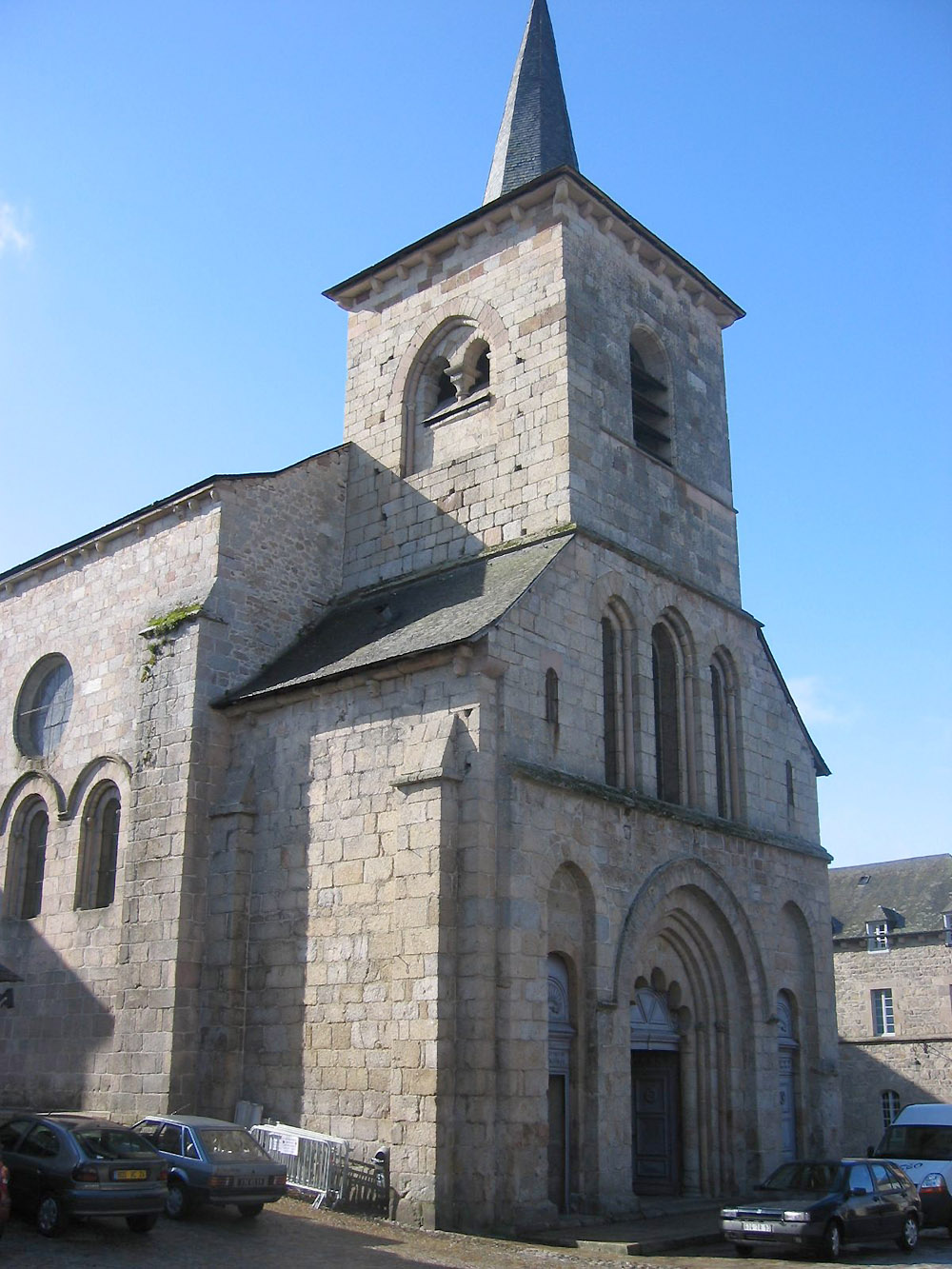
Turm und Eingangsportal
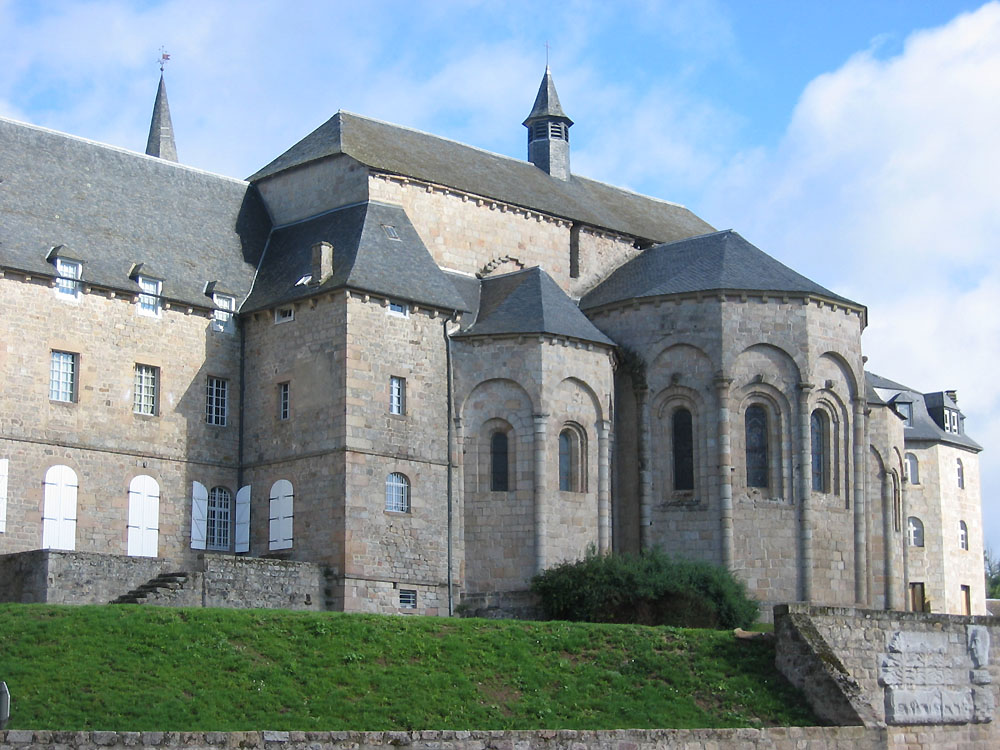
Apsis
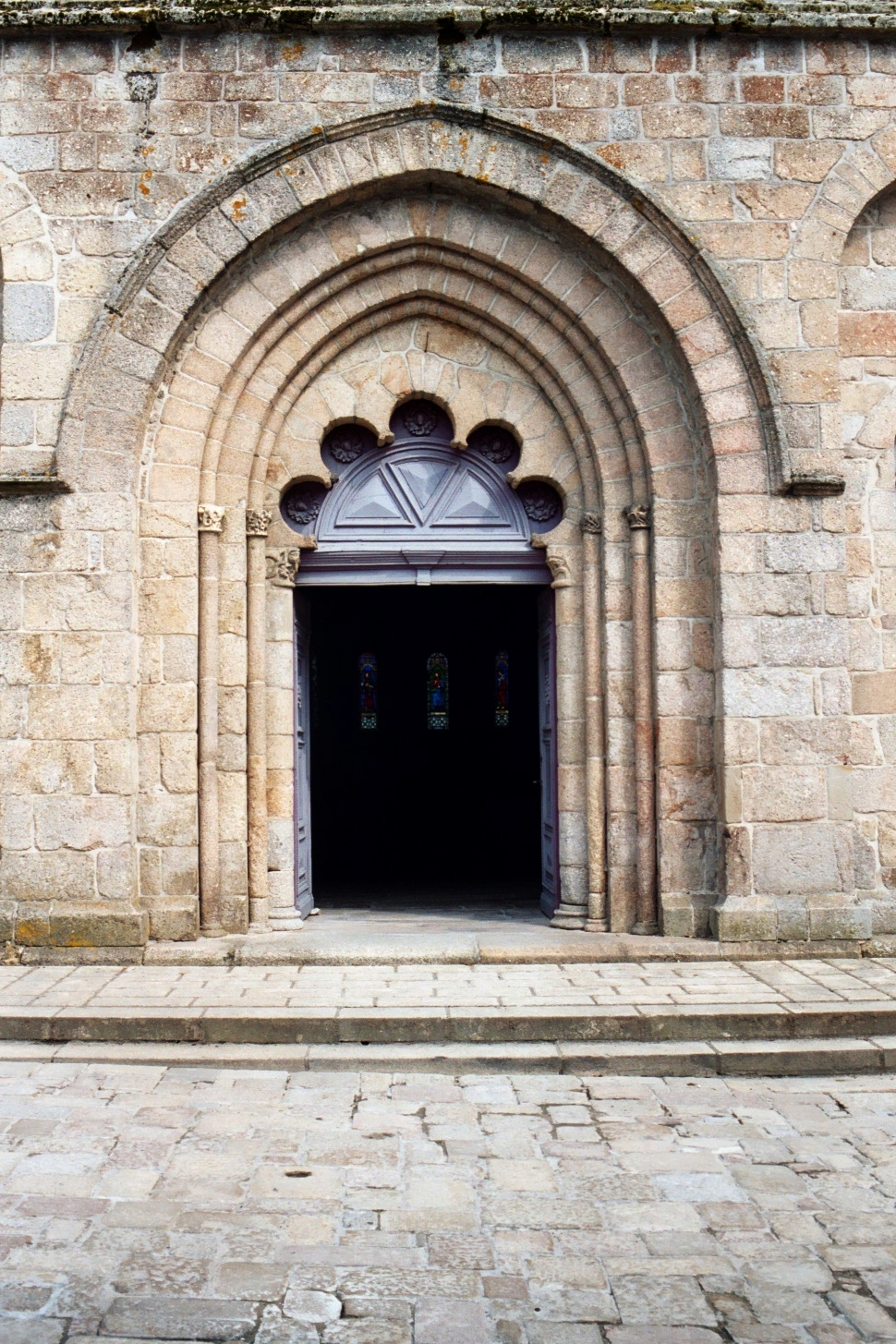
Mehrlappiges Eingangsportal

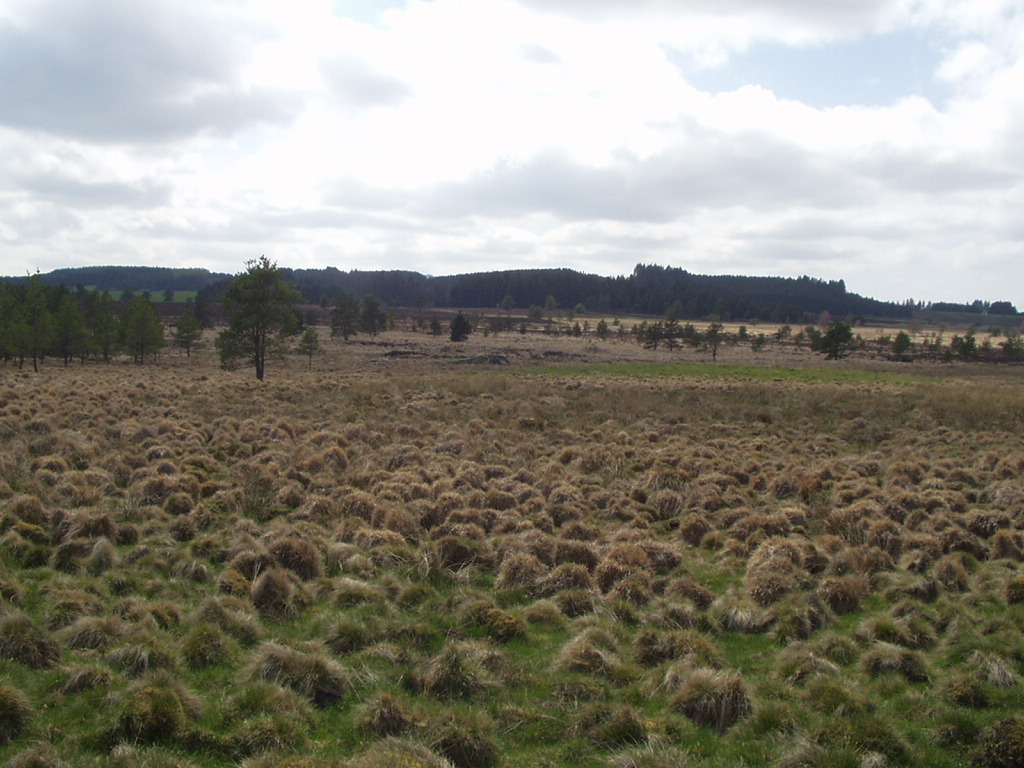
Das Moor von Longéroux

- Das Museum Marius Vazeilles, Museum für prähistorische und jungsteinzeitliche Werkzeuge
- Das Zentrum für moderne Kunst in Meymac
- Das Château du Jassonneix, ein Schloss aus dem 17. Jahrhundert. Das Gebäude ist seit 1981 als Monument historique klassifiziert.[11]
- Die Markthalle aus dem 16. Jahrhundert. Das Gebäude ist seit 1987 als Monument historique klassifiziert.[12]
- Der Tour de Guet, ein Uhrturm, ursprünglich im 13. Jahrhundert erbaut,[13] Uhr aus dem 19. Jahrhundert.[14]
- Das Hôtel-Dieu, ein Hospital aus dem 17. Jahrhundert.[15]
- Das Moor von Longéroux, ein 8000 Jahre altes Moor auf dem Plateau de Millevaches mit einer Größe von 255 ha.[16]
- Der Mont Bessou, mit 976 Metern die höchste Erhebung der Corrèze.
- Der Puy Pendu, mit 973 Metern der zweithöchste Berg der Corrèze.
- Der See von Sèchemailles, ein See von 40 ha Größe in der Nähe von Meymac.[2]
- Das Viaduc des Farges, eine 210 Meter lange und 34 Meter hohe Eisenbahnbrücke, 1882 erbaut.[17]

## Persönlichkeiten
- Robert Brousse (1929–2010), Geologe, Petrograph und Vulkanologe
- Jean-Pierre Audy (* 1952), französischer Politiker, Europaabgeordneter und Generalrat von  Meymac